# 社会システム理論
社会システム理論（しゃかいシステムりろん）は社会をシステムの観点から読み解こうとする理論である。
タルコット・パーソンズは社会（出典によれば social systems とあるので「社会のシステム」）を行為のシステムとして捉えた（to be constituents of the more general system of action, ...）。行為システムは行動有機体システム、パーソナリティシステム、社会システム、文化システムという4つの下位システムによって構成される（... the other primary constituents being cultural systems, personality systems, and behavioral organisms;）。つまり身体、人格、社会、文化というそれぞれ独自のシステムは相互に関係しあいながら人間の行為を生み出す。システムは自らを存続させるための構造および機能を持っているとし、その分析を課題としたパーソンズの社会システム理論は構造機能主義である。
ニクラス・ルーマンはパーソンズから引き継いだ社会システム論と、1940年代から1950年代に生まれたシステム理論とに加え、オートポイエーシスの考え方を導入し、第二世代の社会システム理論を切り開いた。
- システムとは、複数の要素が互いに相手の同一性を保持するための前提を供給し、相互に依存し合うことで形成されるループである。
- システムは自己の内と外を区分（境界維持）することで自己を維持する。システムは「システムと環境の差異」である。
- システムは複雑性の縮減を行うことで安定した秩序を作り出す。すなわち、あるべき状態を予期し、その状態に適合しようとする。
- ひとつのシステムはそれを孤立したものとして認識すべきではない。システムは外部環境が存在する場合に意味を持ちうる。